# 巴甫利夫卡河

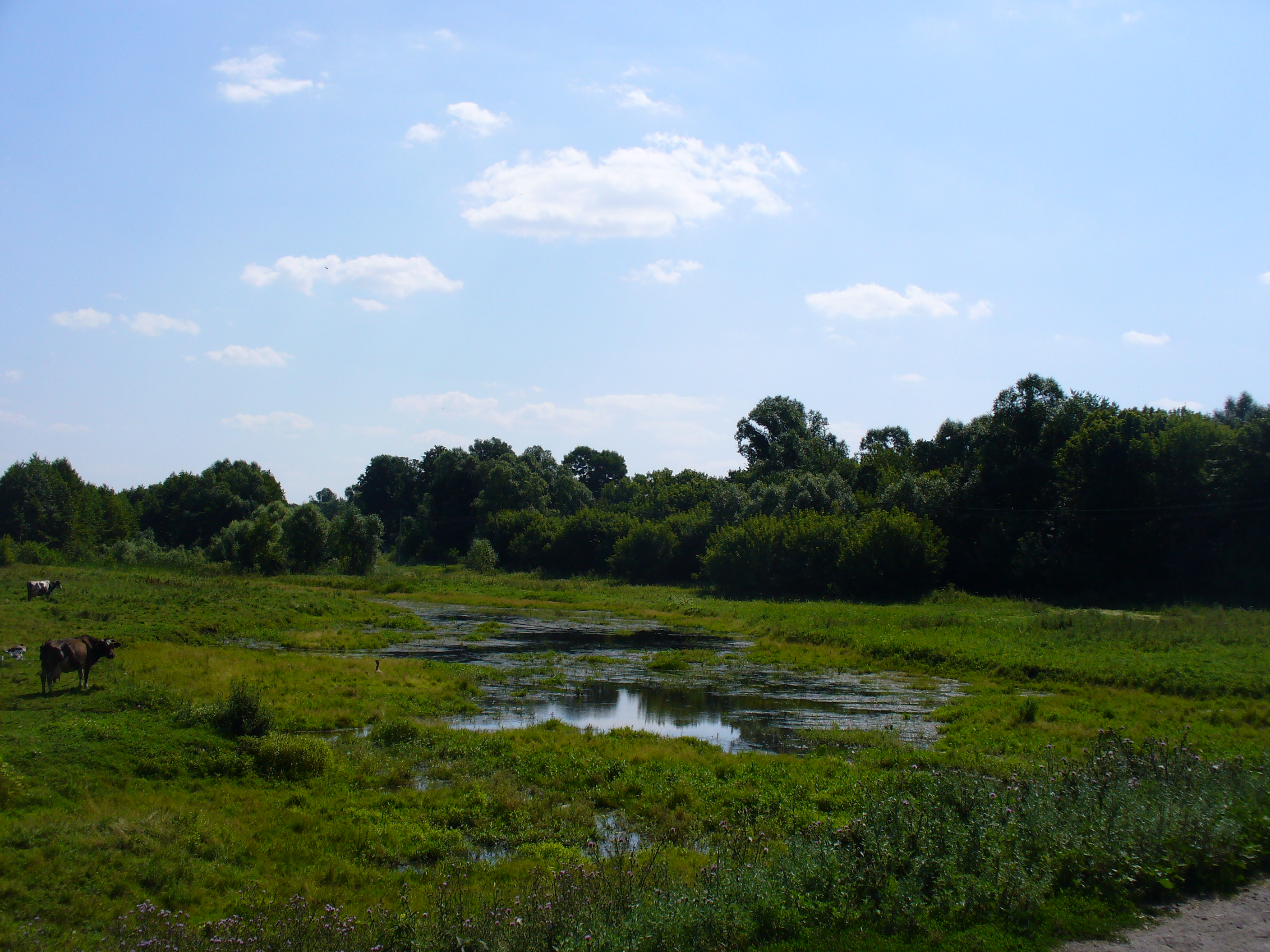

巴甫利夫卡河（烏克蘭語：Павлівка），是烏克蘭的河流，位於該國東北部，屬於克雷哈河的右支流，發源自馬基伊夫卡以北，流經蘇梅州，河道全長31公里。